# Gurué
Gurué (ou Gurúè) est une ville et une municipalité du Mozambique, chef-lieu du district du même nom, dans la province de Zambézie.

## Géographie
Gurué est située à quelque 300 km de l'océan Indien et à 180 km de la frontière du Malawi. 

## Histoire
Avant l'indépendance du Mozambique, Gurué s'appelait Vila Junqueiro. Elle a été élevée au statut de ville en 1971.

## Population
La population de Gurué s'élevait à 145 466 habitants en 2007.

## Économie
Gurué est située au centre de la principale région de plantations de thé.